# Раул Лопес дел Кастильо
Раул Лопес дел Кастильо (на испански: Raúl López del Castillo) е кубински политик. Той е бивш министър-председател на Куба от 1947 г. до 1948 г.

## Биография
Лопес е министър-председател на Куба по време на президентството на Рамон Грау. Преди това е заместник-министър на финансите (1944 – 1946). Той е член на Автентичната кубинска революционна партия.
Пише няколко правни книги на английски и испански. Женен за София де ла Хоя. Те имат две деца: Софи и Раул-младши. Емигрира в САЩ след Кубинската революция.